# Луковник
Луковник је мало ненасељено острво у хрватском делу Јадранског мора, у акваторији општине Трибуњ, са још три острва Пришњак, Логорун и Совљак.

Налази око 0,3 км јужно од насеља Трибуњ. Површина острва износи 0,056 км². Дужина обалске линије је 0,93 км.. Највиши врх на острву је висок 33 метара.